# Povestea jucăriilor 3
Povestea Jucăriilor 3 (titlu în engleză Toy Story 3) este un film de animație american din anul 2010, al treilea din franciza Povestea Jucăriilor. Este produs de studiourile Pixar și distribuit de Walt Disney Pictures. A fost regizat de Lee Unkrich, scenariul revenindu-i lui Michael Arndt. Unkrich a redactat povestea alături de John Lasseter și Andrew Stanton, care au fost co-regizorii primelor două pelicule din trilogie. Filmul a fost lansat în formatele Disney Digital 3-D, RealD și IMAX 3D. Este primul film cu sunet Dolby Surround 7.1 lansat în cinematografe.

## Dublajul în limba română
Au dublat în limbă română:
- Cristian Simion - Woody
- Damian Oancea - Buzz Lighyear
- Sânziana Tarța - Jessie
- Eugen Cristea - Dl. Cap-de-Cartof
- Ruxandra Sireteanu - Dna. Cap-de-Cartof
- George Lungoci - Șuncă
- Bogdan Farcaș - Slinky
- Cosmin Seleși - Rex
- Ion Arcudeanu - Pufosu
- Silvian Vâlcu - Andy
- Dana Rogoz - Barbie[5]
- Dragoș Bucur - Ken
- Bianca Ciobănete - Bonnie
- Bogdan Costin - Soldățelul Verde

Alte voci au fost interpretate de Ion Grosu, Delia Lucaci, Florina Luican, Constantin Bărbulescu, Adina Lucaciu, Mihai Bisericanu, Florian Ghimpu, Luca Petre, Tică Alexe, Costina Ciuciulică, Mihai Niculescu, Valentin Teodosiu, George Călin, Anca Sigartău, Cosmin Șofron, Mariusz Jaworowski, Sara Maria Ghimpu, Mădălina Grigore și Nicolae Adetu.
Cântecul „Tu ești amicul meu” a fost interpretat de Daniel Radu.
Regia dialogului a fost asigurată de Florian Ghimpu, iar cea muzicală de Răzvan Georgescu, studioul Ager Film.